# Aure (Ardenas)
Aure é uma comuna francesa na região administrativa de Grande Leste, no departamento das Ardenas. Estende-se por uma área de 12,7 km².